# The Berzerker
The Berzerker est un groupe australien de grindcore industriel, originaire de Melbourne. La musique du groupe, largement influencé par la première génération de death metal et grindcore, mélangé à du speedcore et du gabber. Le membre fondateur du groupe, Luke Kenny, décrit le style du groupe comme du death metal industriel.
The Berzerker compte au total cinq albums studio, The Berzerker (2000), Dissimulate (2002), World of Lies (2005), Animosity (2007) et The Reawakening (2008), tous distribué par le label Earache Records, à l'exception du dernier album, auto-produit à leur label discographique indépendant, Berserker Industries. Durant leur début de carrière en tant que groupe en live, les membres du groupe sont uniquement identifiés par leur rôle — The Vocalist, The Guitarist, The Bassist et The Drummer — et distingués par rapport aux masques qu'ils portaient. Cependant, le groupe abandonne rapidement ce concept du fait que les masques s'effritaient et pour éviter d'être comparé au groupe Slipknot. Un DVD documentaire, The Principles and Practices of The Berzerker (2004), inclut des heures de concerts sur scène, et les premières images du groupe sans leurs masques.

## Histoire

### Débuts (1995–2000)
The Berzerker se popularise dans la scène mondiale du metal grâce à des remixes de chansons death metal originellement composées par Deicide et Morbid Angel. Earache Records les font signer, et sont accompagnés de Luke Kenny comme DJ/programmeur. Kenny fut auparavant batteur dans des groupes originaires de Melbourne, dont le groupe de death metal Mystic Insight. Le site officiel de Earache explique que l'album devait être enregistré au studio de Devin Townsend à Vancouver, au Canada, avec l'aide de musiciens de la scène metal David Vincent (Morbid Angel), Kevin Sharp (Brutal Truth, Damaged), Dan Lilker (Brutal Truth, Nuclear Assault), et Jed Simon (Strapping Young Lad, Zimmers Hole) avant qu'ils ne se soient tous blessés dans de mystérieuses circonstances. Après quelques désaccords et problèmes d'argent, Kenny retourne en Australie et travaille aux côtés de son ami Sam Bean, chargé de l'enregistrement des morceaux de guitare et des chœur.
Les guitaristes Jason et Ed Lacey, membres du groupe de metal local The Wolves, sont recrutés, et font paraître leur premier album The Berzerker. L'album est bien accueilli par la presse spécialisée metal underground, et le groupe se fait comparer à Napalm Death et Strapping Young Lad.

### Continuité et pause (2001–2010)
The Berzerker entame sa première tournée américaine après avoir joué dans près d'une douzaine de soirées, aux côtés d'autres groupes underground tels que Dying Fetus, Gorguts, et Skinless. De nouveaux arrivants donnent un nouveau souffle au groupe – le batteur Gary Thomas originaire du groupe Plague, et le guitariste Matt Wilcock, ex-membre du groupe Abramelin. Avec l'arrivée de ces nouveaux membres The Berzerker peut enfin enregistrer un second album, Dissimulate. La chanson No-one Wins est parue comme clip vidéo. La performance hyper-rapide de Thomas à la batterie est d'ailleurs soumise à un juré du Livre Guinness des records,. Après leur tournée en Australie, The Berzerker entame une tournée américaine aux côtés des groupes Immolation, Vader et Origin, puis finit avec une tournée britannique avec Labrat, Insision, et Red Harvest. Plus tard, Luke Kenny décide de se concentrer sur un montage vidéo du groupe, afin de produire un DVD intitulé The Principles and Practices of The Berzerker. Ce DVD finit par durer plus de quatre heures. Il apporte également un premier changement au groupe : ceux-ci se montrent pour la première fois sans leurs masques. Par la suite, l'idée de porter des masques est abandonnée.
The Berzerker décide d'enregistrer un troisième album, World of Lies, pendant noël 2004 avec le line-up original du premier album. Une année après la sortie de ce troisième, le groupe fait paraître un quatrième album, Animosity le 12 février 2007. Dans cet album, le groupe retranscrit son ancien style musical avec l'usage d'une boîte à rythmes. Animosity est d'ailleurs le dernier album du groupe à paraître au label Earache Records. Pour leur album suivant, The Reawakening, le groupe décide de le faire paraître sous son propre label, Berzerker Industries,.
2009 devient l'année durant laquelle le groupe part en tournée pour la toute dernière fois. Après octobre 2009, le groupe cesse toute mise à jour sur son site officiel. Aucune nouvelle date de tournée, ou de parution d'albums, n'est annoncée. Après une année d'inactivité, les membres se seraient vraisemblablement séparés. Le chanteur du groupe déclare, en 2011, « ne plus voir d'intérêt à jouer dans le groupe » et préférer désormais se consacrer à une carrière de photographe au magazine australien Evokke.

### Retour potentiel
Selon la page Facebook officielle du groupe, The Berzerker déclare qu'un nouvel album sortirait en 2020, mais en septembre 2021, aucun album n'est publié. Cependant, une reprise de All the Things She Said du duo pop/rock t.A.T.u. est publiée en 2020 via le Myspace du groupe avec une vidéo musicale, mais elle est supprimée en raison du déclin de Myspace. Les Berzerker ont depuis posté une mise à jour en décembre 2023 concernant l'avenir du groupe et un éventuel nouvel album studio sur leur page Facebook officielle, déclarant qu'en raison de problèmes personnels, l'album est reporté indéfiniment. 

## Membres

### Derniers membres
- Sam « Horned Devil » - basse, chant
- Luke Kenny « Humanoid Cable Dreads » - chant
- Matt Wilcock « Fka Zombie » - guitare (tournée après 2006)

### Membres live
- Ed Lacey - guitare (tournée après 2006)
- Dave Gray - batterie (tournée après 2006)

### Anciens membres
- Gary « Weredog » - batterie (album Dissimulate)
- Ryan - batterie (dates européennes en 2001, après que Gary se soit brisé le pied)
- Toby (Sam) - chant additionnel (sur The Berzerker)
- Ed - guitare (sur The Berzerker), basse, guitare additionnelle (sur World of Lies)
- Jason - guitare, basse (sur The Berzerker et World of Lies)
- Adrian - guitare, basse additionnelle (sur World of Lies)

## Discographie
- 2000 : The Berzerker
- 2003 :  Disimulate
- 2006 : World of lies
- 2007 : Animosity
- 2008: The Reawakening

## EP et demo
- 1996 : Full of Hate
- 1998 : Inextricable Zenith
- 2000 : Broken
- 2000: :Demo's 1998

## DVD
- 2004 : The Principles and Practices of the Berzerker